# Liste de fromages australiens
 (août 2011).

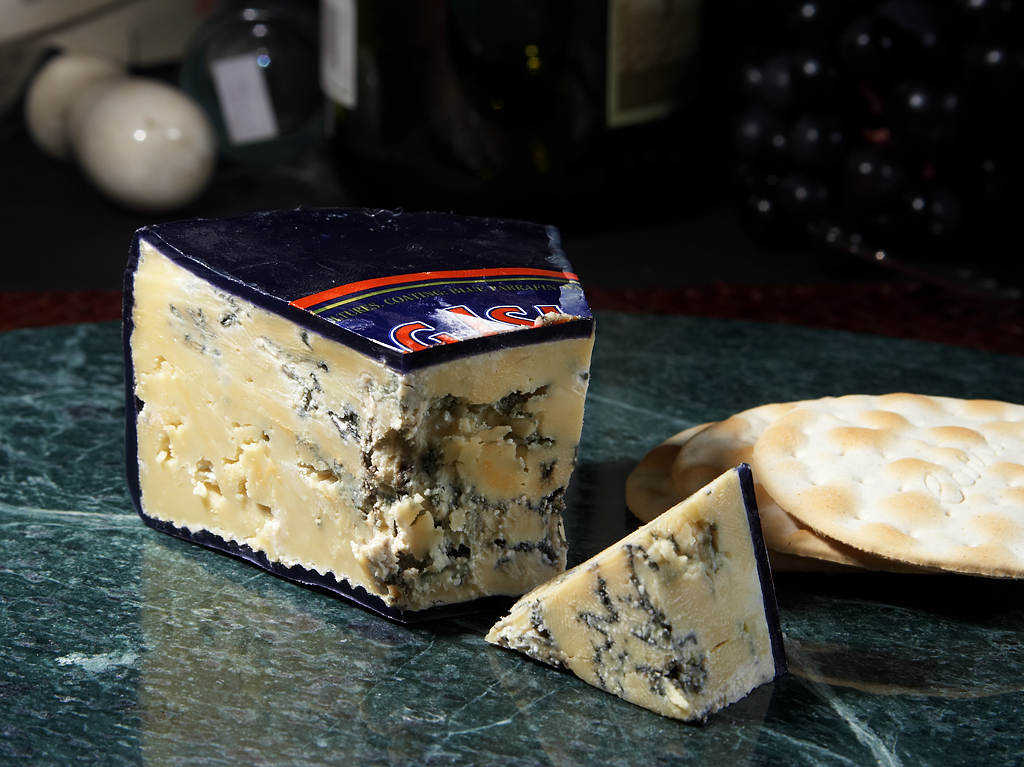

Cet article fournit une liste de fromages australiens.

## Liste
- Bega Cheese (en), Bega Brown Wax, Cheddar au lait de vache avec un goût assez fort.
- Deep Blue, fromage bleu de Tasmanie, au lait de vache, à pâte persillée, avec une texture ferme mais friable.
- Epicure, cheddar au lait de vache avec une texture friable et un goût soutenu.
- Farmers Union Vintage, fromage au lait de vache avec une texture tendre et à la saveur soutenue.
- Gippsland Blue, fromage bleu au lait de vache, à la pâte persillée, à la texture crémeuse caractéristique et au goût relevé.
- King Island Dairy (en)
  - King Island Admiralty, fromage bleu de Tasmanie au lait de vache, proche du stilton, à pâte persillée, très humide et au goût prononcé.
  - King Island Bass Strait, fromage bleu au lait de vache, à pâte persillée à la texture sèche et ferme et au goût corsé.
  - King Island Black Wax Matured, cheddar de Tasmanie au lait de vache avec une texture friable et une saveur forte, qui supporte un affinage d'au moins 18 mois.
  - King Island Surprise Bay, cheddar de Tasmanie au lait de vache, avec une texture friable et un goût soutenu.
- Pyengana Cloth Cheddar, cheddar au lait de chèvre, avec un goût soutenu. Il est recouvert d'une croûte de toile.
- Watsonia, fromage au lait de vache avec une texture crémeuse.
- Yuulong Lavender, fromage au lait de brebis, parfumé à la lavande.
- Bodalla Cheese (en)
- Cheer cheese (en)
- Tasmanian Heritage (en)
- Warrnambool Cheese and Butter (en)